# David Paschoud
 (septembre 2022).
Pour les articles homonymes, voir Paschoud.
David Paschoud, né à Corsy-sur-Lutry le 5 mars 1845 et mort à Lausanne le 21 octobre 1924, est une personnalité politique suisse, membre du parti radical-démocratique.

## Biographie
David Paschoud suit l'école industrielle cantonale de Lausanne, puis étudie le droit à l'Académie et passe son brevet de notaire en 1870. 
Devenu secrétaire municipal dès 1870 jusqu'en 1880, David Paschoud est syndic de Lutry (1880-1885), puis juge, vice-président du Tribunal de district de Lavaux (1871-1882). Élu député au Grand Conseil (1882-1885), il participe à la Constituante de 1884, 1893-1908. 
En 1885, David Paschoud devient conseiller d'État (1885-1889) et dirige le Département des finances. À la suite de la nouvelle Constitution cantonale de 1885, David Paschoud s'emploie à la réforme de la comptabilité de l'État, réorganise les finances cantonales et met en œuvre l'application de la loi sur l'impôt progressif. Il démissionne en 1889 et devient alors le directeur du Crédit foncier vaudois de 1889 à 1924.

## Sources
- « David Paschoud », sur la base de données des personnalités vaudoises sur la plateforme « Patrinum » de la Bibliothèque cantonale et universitaire de Lausanne.
- Hugues Renaud, « David Paschoud » dans le Dictionnaire historique de la Suisse en ligne, version du 24 novembre 2009.
- Autorités vaudoises, 1803-1974, 1975